# Ирина Кривко
Ирина Кривко (блр. Ірына Крыўко; Сјано 30. јул 1991) белоруска је биатлонка.
Са Светских првенстава за јуниоре и младе има једно сребро и три бронзе. На Светском првенству за сениоре дебитовала је 2012. у појединачној трци на 15 km, али је није завршила. На Европском првенству 2014. освојила је злато са штафетом и бронзу на 15 km.
На Светском првенству 2015. такмичила се у појединачној трци на 15 km и заузела деветнаесто место, а са женском штафетом је била седма. На Светском првенству 2016. најбољи резултат остварила је са мешовитом штафетом, девето место. На Светском првенству 2017. са женском штафетом заузела је девето место, а у појединачној трци на 15 km била је четрнаеста.
На Олимпијским играма дебитује у Пјонгчангу 2018. Са женском штафетом освојила је златну медаљу. У спринту и потери заузела је седаманесто место, у масовном старту је била двадесет шеста, а у појединачној трци на 15 km тридесет шеста.